# Янсон-Браун, Янис
Янис Янсон-Браун (партийный псевдоним Браун, в историографии часто встречается двойная фамилия Янсон-Браун) (6 марта 1872 года, Равская волость, Курляндская губерния, Российская империя — 31 марта 1917 года, погиб при взрыве парохода) — деятель латышского революционного движения, литературный критик и публицист.

## Биография
В 1890-е годы был одним из руководителей латышского социал-демократического литературного движения «Новое течение» («латыш. Jaunā strāva»). С 1895 по 1897 году являлся главным редактором периодического издания новотеченцев «Dienas Lapa», самой популярной газеты среди читателей-латышей. В 1897 году течение было разгромлено, а газета закрыта. С 1903 являлся авторитетным деятелем социал-демократического латышского движения; возглавлял Прибалтийскую латышскую социал-демократическую рабочую организацию. В 1904 году – председатель Латвийской социал-демократической рабочей партии. В 1906 стал руководителем Социал-демократии Латышского края. В 1906 году отправился в эмиграцию после революционных событий 1905 года. В 1907 году состоялся 5-й съезд РСДРП, в котором он принимал участие в качестве делегата. В 1911 году выступил с примиренческих позиций по отношению к ликвидаторам – тем членам РСДРП, которые намеревались преобразовать революционную структуру партии в легальную партию по аналогии с социалистически ориентированными партиями западноевропейского типа. За стремление Яниса Янсона-Брауна поддержать ликвидацию нелегальных отделов РСДРП подвергался критике со стороны Владимира Ильича Ленина до 1914 года. С 1914 по 1917 год был членом большевистской секции в Лондоне; всю Первую мировую войну провёл на территории Великобритании. Погиб во время возвращении в Прибалтику после Февральской революции при торпедировании немецким военным судном парохода, на котором он находился.

## Литературные работы
Янис Янсон-Браун в 1908 году выпустил критическую книгу «Фавны или клоуны?» («Fauni vai klauni?»), в которой раскритиковал идейные основы декадентской литературы и модернистской эстетики, заложил теоретические основы революционной переоценки действительности в условиях доминирования марксистской философии. Янис Янсон-Браун является автором цикла статей «Мысли о современной литературе», которые стали первыми образцами марксистской литературной критики; таким образом, Янсона-Брауна можно считать зачинателем латышской критической мысли. Также ему принадлежит авторство книги «Исторический материализм» (1910). Своими статьями, в том числе и знаковой «Будет ли у нас пролетарское искусство?» (1913), выступил в качестве активного пропагандиста марксистской философии и эстетики.

## Отзывы современников
Советский дипломат Майский, Иван Михайлович:

Дружба с Янсоном являлась одним из украшений моей жизни в эмиграции и навсегда осталась одним из лучших воспоминаний моей молодости. Я не сомневался, что Янсон сумеет еще немало сделать для своего народа. Так оно, вероятно, и вышло бы, если бы трагический случай <…> не оборвал преждевременно эту яркую жизнь.— 